# Amanda Campodónico
Amanda Campodónico (Rosario, província de Santa Fe, 17 de novembre de 1879 − Buenos Aires, 11 d'abril de 1933) va ser una cantant lírica mezzosoprano argentina.

## Biografia
Va iniciar els seus estudis a Rosario sota la tutela de José María Escalante. El 1897 es va mudar a Itàlia becada pel govern nacional per a estudiar cant a Milà amb Alejandro Guangue.
Al mes de gener d'aquest mateix any debutava en el Gran Teatre del Liceu de Barcelona amb l'òpera La Gioconda, d'Amilcare Ponchielli, i després hi cantava Tannhäuser, de Wagner, i Sanson i Dalila, de Camille Saint-Saëns, sota la direcció del seu mateix autor. Al febrer participava a Sitges en l'estrena de l'obra La fada, d'Enric Morera i Jaume Massó, el manifest musical del Modernisme català.
Va continuar la seva formació europea a Brussel·les de 1897 fins a 1899 amb Enrique Warnosten; a Roma amb C. Cotogui; a Nàpols amb J. C. Carrell, destacant per les seves bones qualificacions.
Va arribar a ocupar el lloc de primera línia entre les dives de l'art líric de la seva època en els teatres més importants de Rússia, Espanya i Itàlia. El 1906 es va presentar en el Teatre Mariïnski de Sant Petersburg.
De tornada a l'Argentina es dedicà a la docència en el Conservatori Williams de Buenos Aires, on tingué alumnes com Hina Spani, per exemple. L'11 d'abril de 1914 s'acomiadà dels escenaris en el Teatro El Círculo, de Rosario, amb la sala plena.

## Honors
El 28 de març de 1958, per decret ordenança núm. 21.876, el Comissionat Municipal de la Ciutat de Rosario va establir el nom d'Amanda Campodónico per a un carrer de la ciutat.